# Đại học Witwatersrand

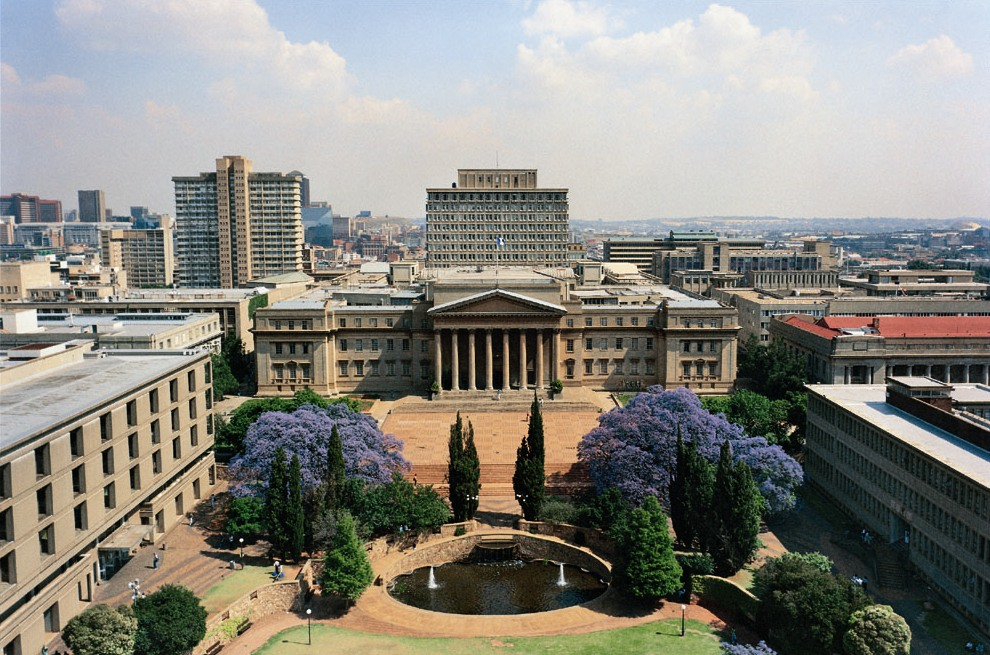
Cơ sở phía Đông nhìn từ phía bắc của khuôn viên trường. Tòa nhà Solomon Mahlangu và các tòa nhà cao tầng của Braamfontein hiện rõ ở phía sau.

Đại học Witwatersrand, Johannesburg là một trường đại học nghiên cứu công lập đa cơ sở của Nam Phi.
Trường nằm ở khu vực phía bắc của trung tâm Johannesburg. Trường thường được gọi là Đại học Wits hoặc đơn giản là Wits (/vəts/ or /viːts/). Trường đại học có nguồn gốc từ ngành khai thác mỏ, cũng như Johannesburg và Witwatersrand nói chung. Được thành lập vào năm 1896 với tên gọi Trường Mỏ Nam Phi tại Kimberley, đây là trường đại học Nam Phi lâu đời thứ ba liên tục hoạt động.
Trường đại học có 40.259 sinh viên ghi danh vào năm 2018, trong đó khoảng 20% sống trong khuôn viên trường trong 17 khu nhà của trường đại học. 63% tổng số đăng ký của trường đại học là dành cho nghiên cứu đại học, với 35% là sau đại học và 2% còn lại là Sinh viên không thường xuyên.
Bảng xếp hạng học thuật năm 2017 cho các trường đại học thế giới (ARWU, Academic Ranking of World Universities) xếp Đại học Wits, với điểm tổng thể, là trường đại học được xếp hạng cao nhất ở châu Phi. Wits cũng được xếp hạng năm 2016 là trường đại học hàng đầu ở Nam Phi trong Trung tâm Xếp hạng Đại học Thế giới (CWUR, Center for World University Rankings). Theo bảng xếp hạng CWUR, Wits chiếm vị trí xếp hạng này kể từ năm 2014.